# بنك سيراليون
بنك سيراليون هو البنك المركزي لسيراليون. تصدر عملة البلاد، والمعروفة باسم ليون سيراليوني. يقوم البنك بصياغة وتنفيذ السياسة النقدية، بما في ذلك العملات الأجنبية.

## روابط خارجية
- الموقع الرسمي
- بنك سيراليون في موسوعة سيراليون 2006